# Xu Jiayu
Xu Jiayu (n. 19 august 1995, Wenzhou, Republica Populară Chineză) este un înotător chinez, medaliat olimpic. A participat la 3 ediții ale Jocurilor Olimpice (2012, 2016, 2020) în care a câștigat o medalie de argint.